# رمزي عبيد
رمزي عبيد (بالفرنسية: Ramzi Abid)‏ (و. 1980  م) هو لاعب هوكي الجليد من كندا، والمملكة المتحدة، ولد في مونتريال، مركز لعبه هو جناح ‏.

## روابط خارجية
- رمزي عبيد على موقع دوري الهوكي الوطني (الإنجليزية)
- رمزي عبيد على موقع قاعة مشاهير الهوكي (لاعب أن.إتش.أل) (الإنجليزية)
- رمزي عبيد على موقع EliteProspects.com (الإنجليزية)
- رمزي عبيد على موقع Eurohockey.com (الإنجليزية)
- رمزي عبيد على موقع HockeyDB.com (الإنجليزية)
- رمزي عبيد على موقع Hockey-Reference.com (الإنجليزية)